# Мистецтво Японії (Ермітаж)
 Мистецтво Японії (Ермітаж)  — чотири зали експонатів музею Ермітаж, присвячені збіркам мистецтва Японії в Санкт-Петербурзі.

## Особливості сировини

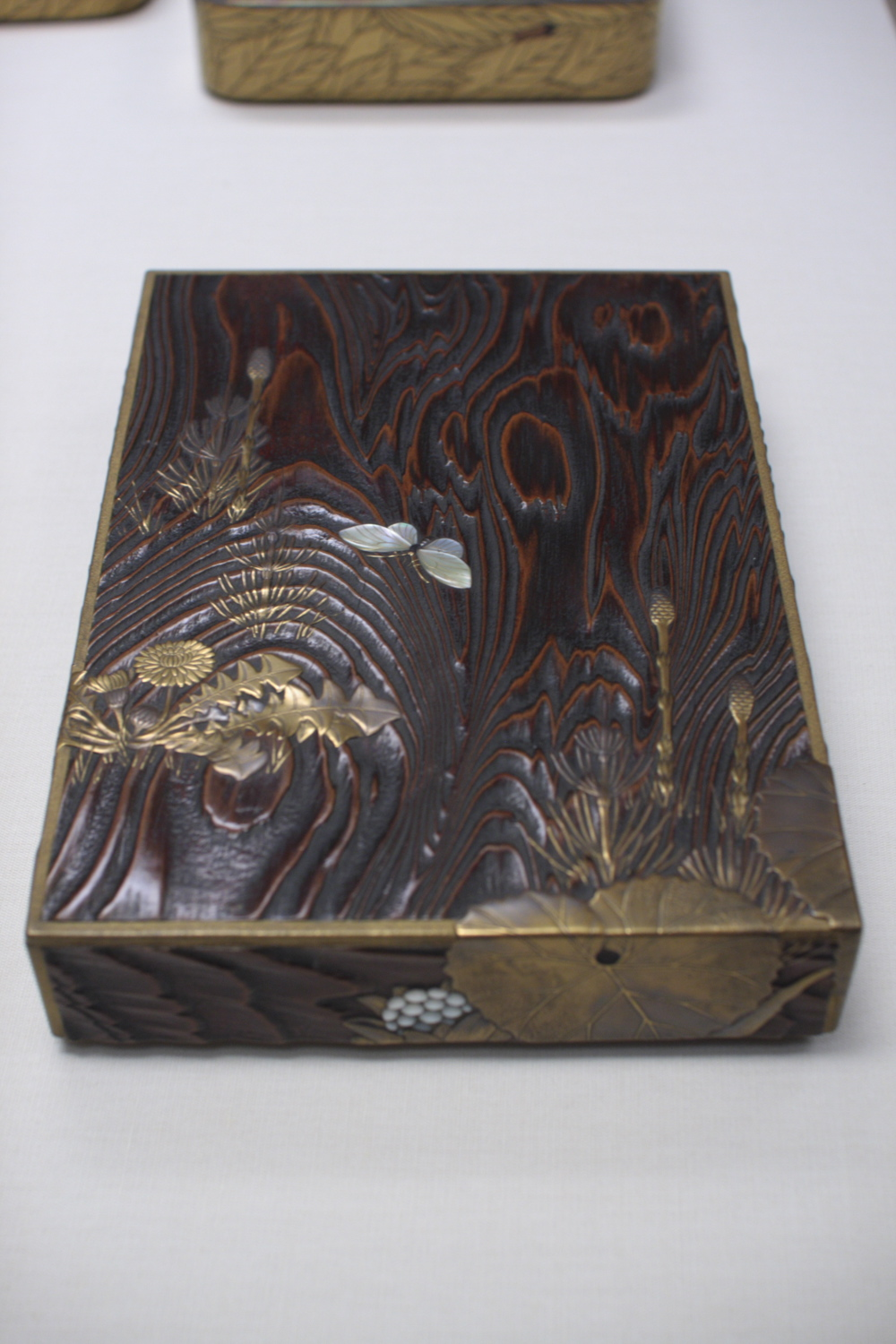
Японська лакова скринька для письмового знаряддя, автор — Ікеда Тайшин, 1860 р., шліфоване дерево, лак, перламутр.

Мистецьки вироби — це перш за все талант митця та сировина. Японія — країна вузьких островів з невеликими горами і відсутністю повноводних, широких річок на зразок Дніпра. Надзвичайно небагата країна і на поклади корисних копалин. Географічні умови та дефіцит корисних копалин (від заліза до напівкоштовного каміння) примушували звертатися до досить дешевих різновидів сировини — глини, бамбука, деревини, текстилю, навіть паперу. Але звертання до дешевої сировини скомпенсоване обережним, закоханим ставленням до будь-якої сировини та намаганням максимально розкрити її властивості, зберегти навіть в обробленому матеріалі природну красу сировини. Разом з полірованою і вкритою глазур'ю японською порцеляною співіснують грубуваті, шерехаті, з тріщинами та неполірованими боками вироби кераміки, шерехаті металеві чайники. Поліроване дерево виробу часто не пофарбоване і зберігає природну текстуру. Або фарби — тільки підкреслюють цю текстуру, не приховують її. Як сировина може бути використана розмелена шкаралупа пташиних яєць в комбінації з лаками, що незвично і непринадно для мистецтва країн Західної Європи.
Японських митців часто не засмучує трудоміськість виготовлення речей декоративно-ужиткового мистецтва. Так, одну лакову шкатулку з зображенням білої чяплі майстер 20 століття Мацуда Гонроку робив 12 місяців. Саме для білого пір'я чаплі і знадобився порох яєць бурих, білих та блакитних відтінків, який Мацуда додавав у лакові фарби. Довготривалими були і етапи сушки лакових шарів.
На межі мистецтва і науки стоїть і виготовлення японськими митцями скелетів (кістяків людини) з дерева для навчання майбутніх медиків. В світовій практиці це явище — унікальне. З доби японського середньовіччя, коли існувала заборона на навчальне використання справжнього кістяка людини, митці Японії призвичаїлися виготовляти (вирізати) повні кістяки з дерева. На виготовлення одного такого твору було потрібно 20 місяців роботи.

## Загальна характеристика збірки

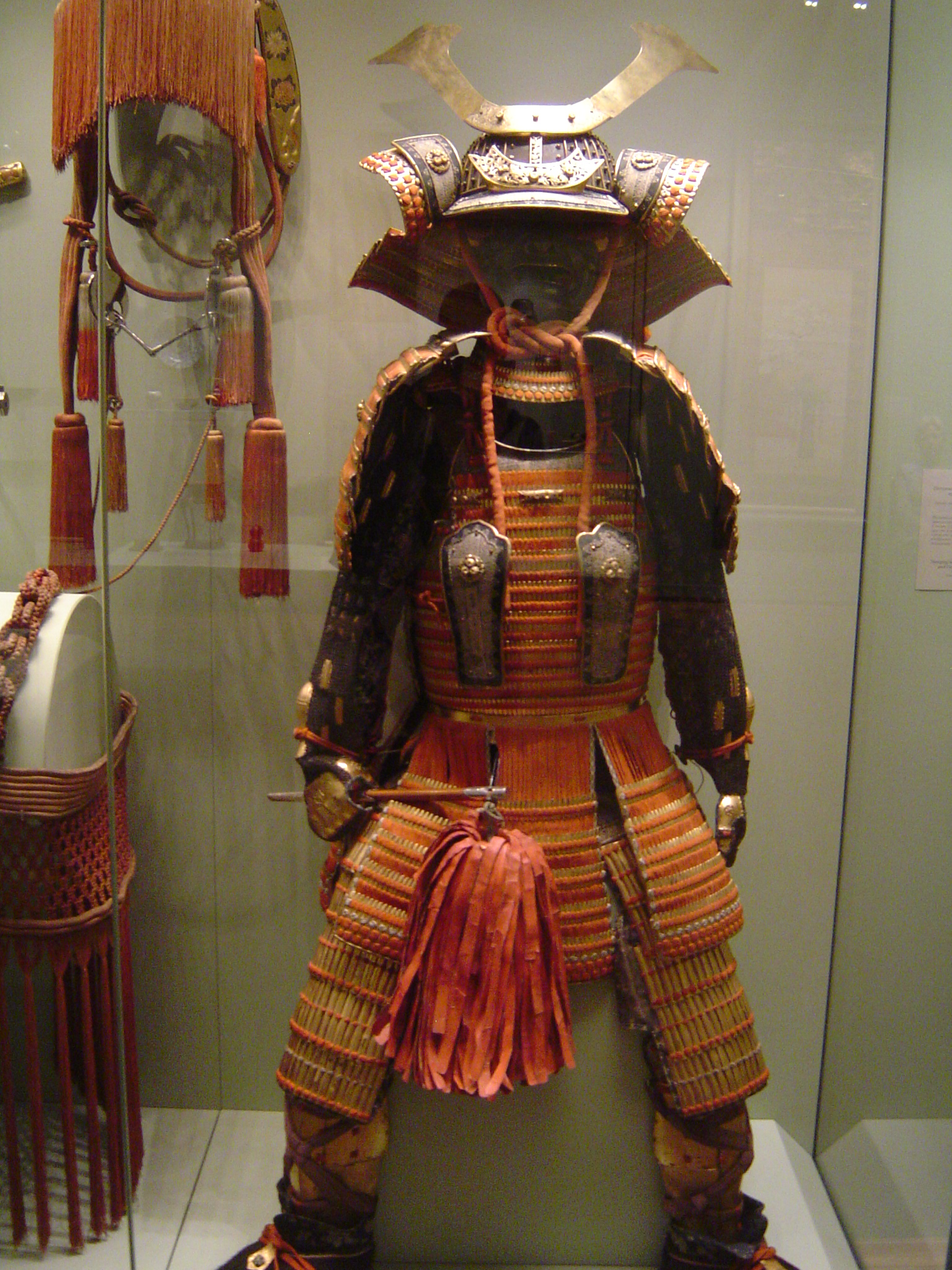
Лицарські обладунки самурая 18 ст. Експозиція відділу.

Музейна збірка Ермітажу формувалася впродовж 200-250 років. Її витоки сягають у 18 століття, коли в Росії почали збирати раритети з країн Далекого Сходу. Необізнаність в тогочасному мистецтві спонукала майже всі артефакти вважати належними до мистецтва Китаю. Лише ретельне вивчення мистецьких виробів Китаю, прочитання ієрогліфічних написів та порівняння з дійсно японськими артефактами надало можливості видалити вироби японських майстрів з китайських колекцій. Схожість стилістики і часті запозичення зразків і технологій Китаю, однак, не згасили повністю особливості японського мистецтва — мужнішого, вишукано строгого, не схильного до сантиментів, обмежено використовуючого декоративність.
На відміну від колекціонерів китайських виробів, в Росії було дуже мало колекціонерів суто японського мистецтва. Це і через відокремленість середньовічної Японії від Європи, і через політично важкі стосунки між Японією та Російською імперією. В Росії практично не було особи, здатної як Еміль Гіме з Франції, поїхати у Японію з просвітницькою метою збору творів мистецтва для власної батьківщини. Винятком була колекція морського офіцера Сергія Миколайовича Китаєва, що відвідував японські порти і купував японський живопис на сувоях, японські видання та гравюри укійо-е. На відміну від Китаєва, багатій Гіме (не обмежений у грошах) збирав майже все, окрім архітектурних фрагментів чи японських садів, чим забезпечив своєрідну універсальність своєї збірки.

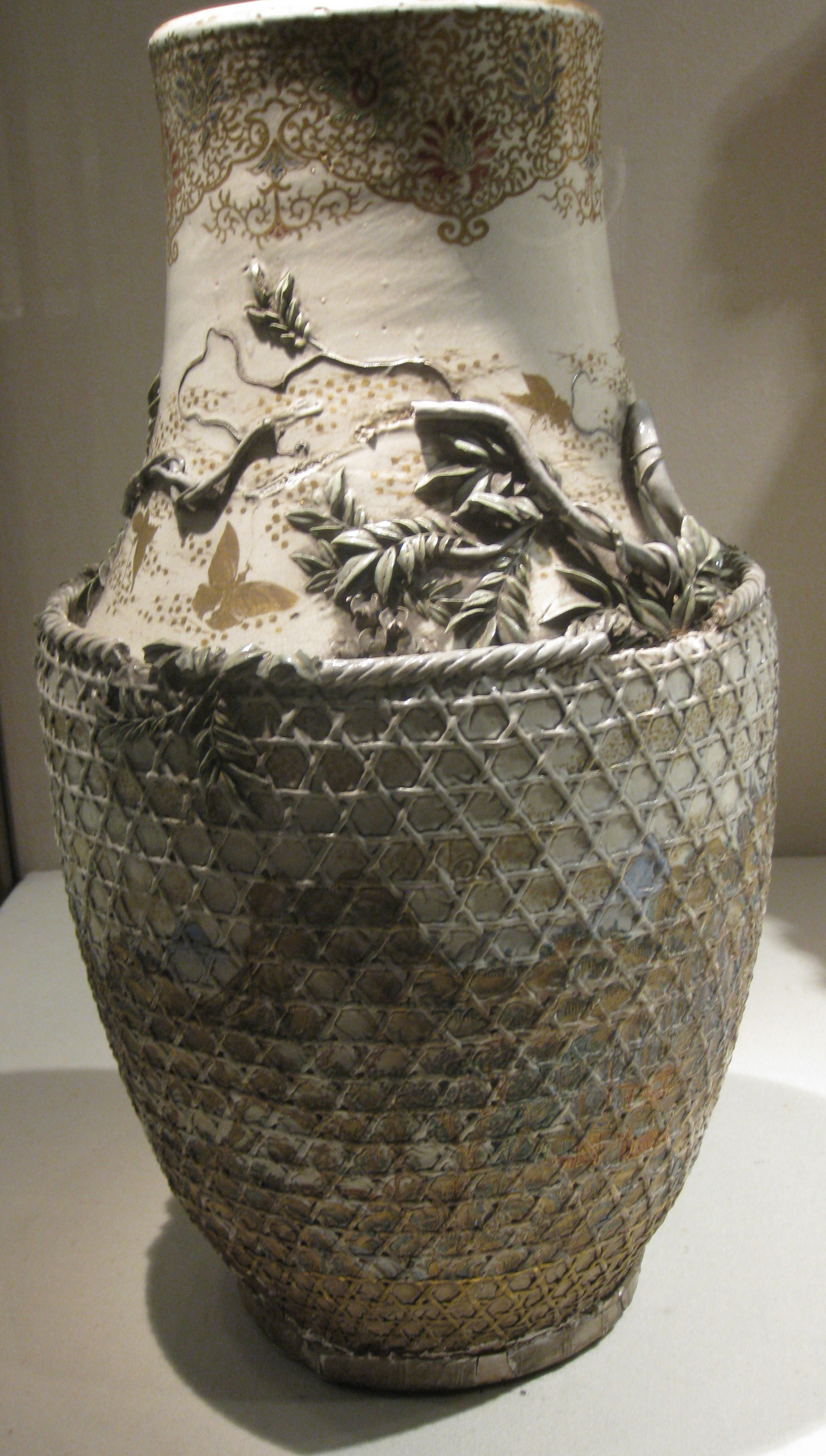
Ваза з Йокогами, 19 ст.
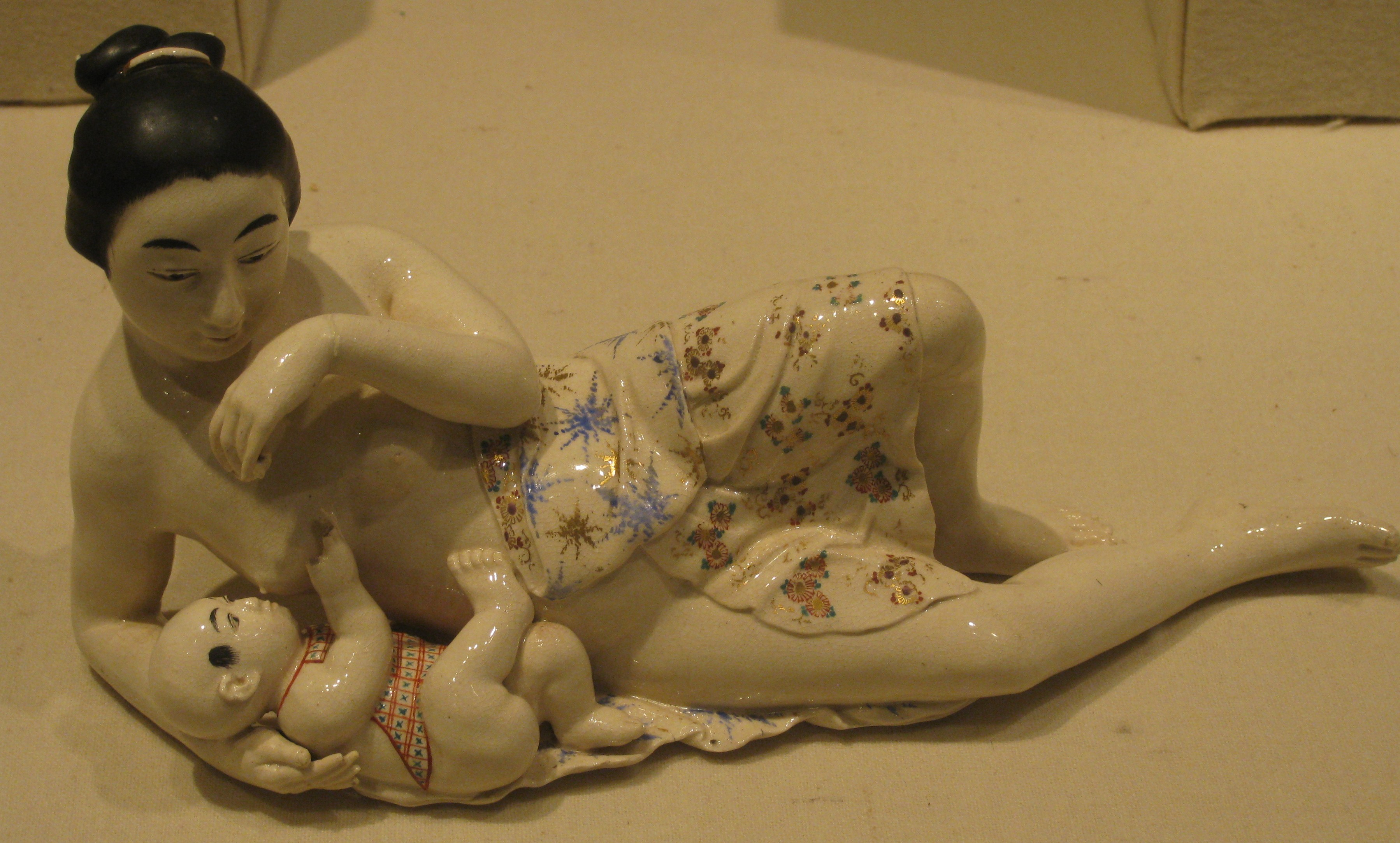
Японка-мати з дитиною, порцеляна, Сацума, 19 ст.
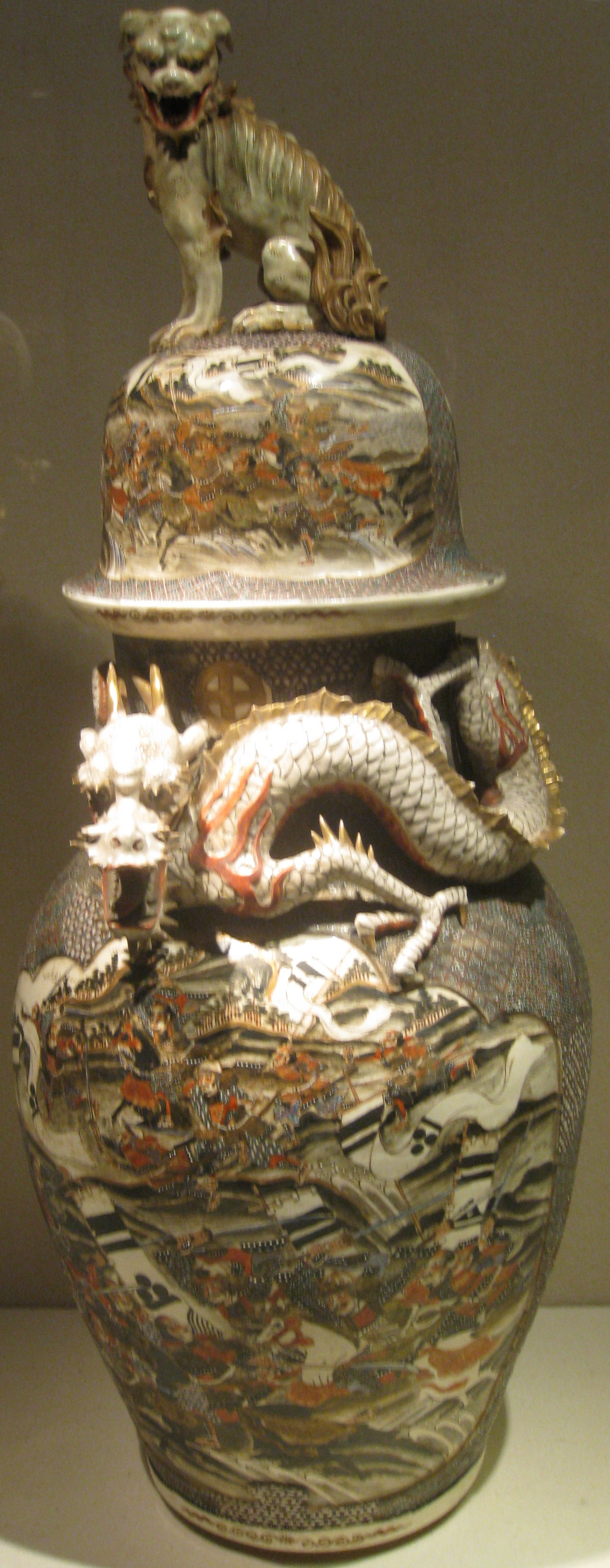
Ваза з Йокогами з батальною сценою

### Колекціонер Варшавський

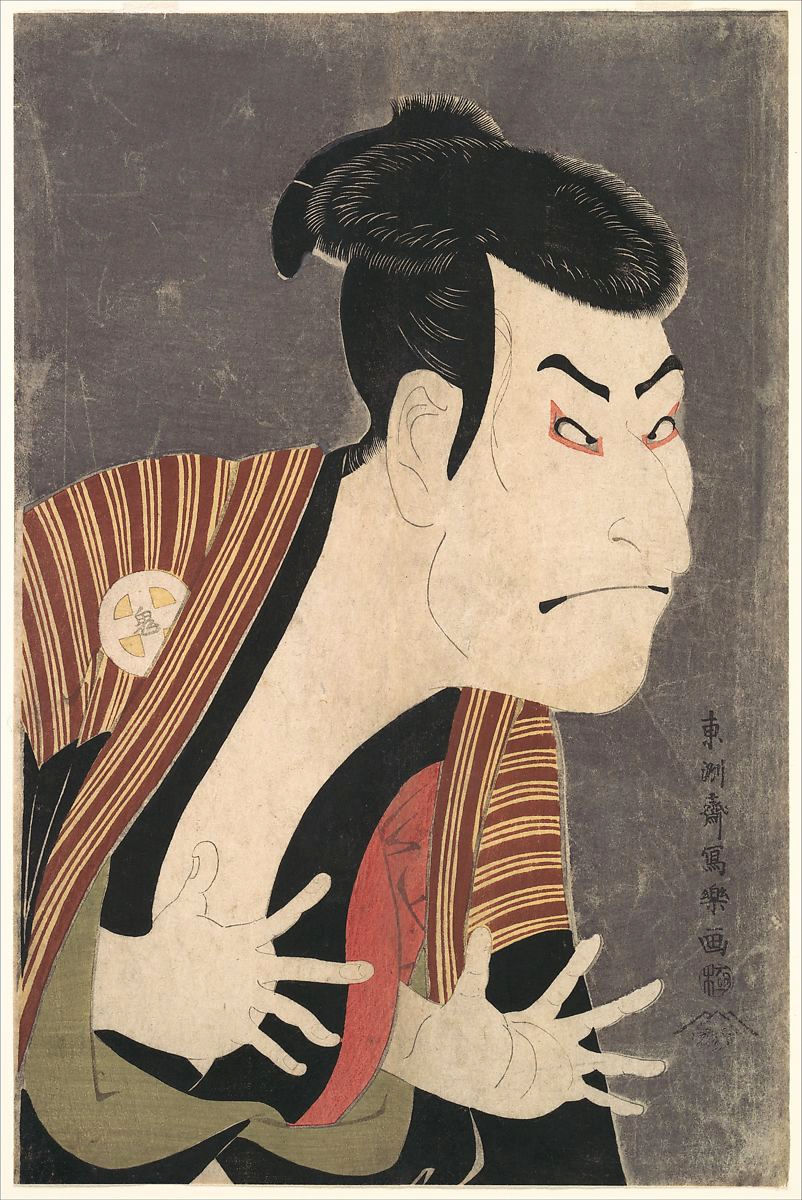
Тосюсай Сяраку, актор Отані Онідзі у ролі слуги, театр кабукі, 1794 р.

У 20 столітті в СРСР колекцію японського мистецтва збирав ленінградський письменник Варшавський С. П., родом з Одеси. Але він не приїздив до Японії, не мав грошей багатія Гіме і був вимушений купувати лише речі, що зустрічалися в антикварних магазинах. Його колекція налічувала -
- нецке
- гравюру укійо-е на окремих аркушах
- альбоми гравюр.

По смерті письменника — за заповітом його приватна колекція стала надбанням музею Ермітаж. Вона теж мала обмеження, бо формувалася в скрутних умовах СРСР і практично не мала скульптур, кераміки, японських ширм, японських меблів, фрагментів архітктурних споруд.
Але колекція Варшавського мала і свої переваги. Так, часовий період гравюр охоплював період від середини 18 ст. до кінця 19-го. Збірка мала оригінали гравюр митця Сяраку, до того не представленого в Ермітажі. Сяраку спеціалізувався на зображеннях портретів акторів у ролях. Колекція Варшавського мала також альбоми гравюр провінційної школи Осака, що теж спеціалізувалась на зображенні акторів. А ці альбоми розширювали межі мистецьких центрів Японії, продукція яких представлена в збірці. З 19-ти відомих на сьогодні центрів виготовлення нецке — збірка Варшавського презентувала твори семи таких центрів, часто визначними зразками. Ця збірка принесла Ермітажу також єдине нецке на теренах Росії — майстра Бокугюкена Тосіхара «Кабан» (школа нецке Івамі). А нецке у вигляді маски японського театру Но — майстра Деме Умана (школа нецке Едо) — одна з найкращих в збірці Варшавського, а тепер Ермітажу.

## Інро ермітажної збірки

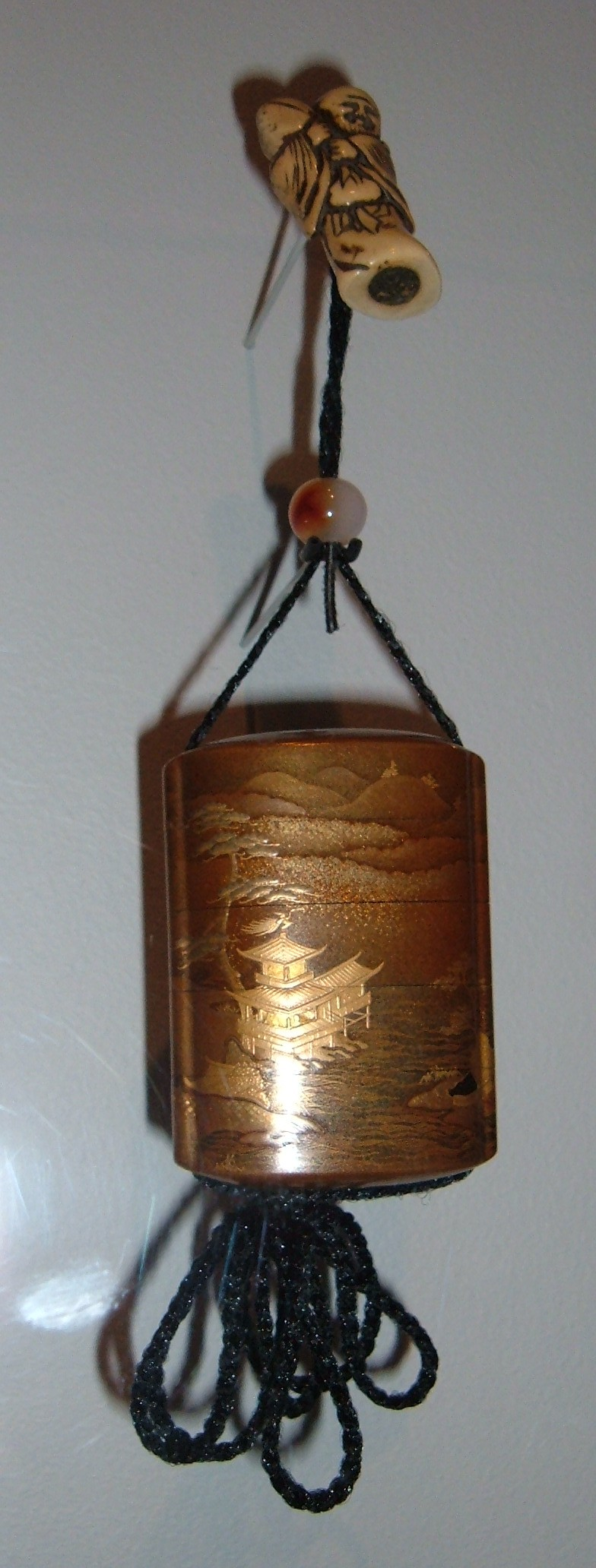
Інро з павільйоном біля озера, збірка Стенфордського університету, Каліфорнія, США

До досить екзотичних речей японського національного костюму належать інро — особливі скриньки для ліків чи ароматичних речовин. Типова їх форма — плаский циліндр, розділений на окремі ємності. Кожна ємність вставлялася в другу, а бічні сторони ємностей мають виступ з отвором для шнура, що поєднував все у єдину мініатюрну конструкцію. Шнур мав кульку-намистину та власне нецке. Пласка сторона інро слугувала для низьких рельєфів та розписів лаковими фарбами. Сюжети звичні ще за сюжетами гравюр — пейзажі, «квіти-птахи», побутові сцени, прогулянки, танцюристи, жінки з іграшковими човнами. Серед нетипових сюжетів інро Ермітажної збірки — зустріч самурая та його слуги з демоном у дощову пору, яка викликала розгубленість і тривогу (майстер Іідзука Тойо з князівства Ава).
Власну колекцію інро має також велетенський Музей Вікторії й Альберта у Лондоні.

## Експозиція
Серед представлених експонатів -
- лицарські обладунки самурая 18 ст.
- Японська ширма 18 ст.
- Будда (живопис на текстилі 14 ст.)
- Японські мечі — таті
- поодинокі зразки меблів в техніці макі-є (з перламутровими вставками)
- нецке
- театральні маски
- кімоно
- скриньки для ліків — інро

Всі лакуни збірки — музейники Ермітажу вимушені заповнювати самотужки з інших джерел. Колекція музею (на 2009 рік) не відрізняється значною кількістю речей чи універсальністю. Вона все ще в фазі поповнення і формування.